# Besleria laxiflora
Besleria laxiflora là một loài thực vật có hoa trong họ Tai voi. Loài này được Benth. mô tả khoa học đầu tiên năm 1846.